# Geniates panamaensis
Geniates panamaensis är en skalbaggsart som beskrevs av Frey 1976. Geniates panamaensis ingår i släktet Geniates och familjen Rutelidae. Inga underarter finns listade i Catalogue of Life.